# 전미선
전미선(全美善, 1970년 12월 7일 ~ 2019년 6월 29일)은 대한민국의 배우였다.

## 학력
- 안양예술고등학교 (연극영화과 / 졸업)
- 서울예술전문대학 방송연예과

## 출연작

### 드라마
- 1986년 MBC 베스트셀러극장 《산타클로스는 있는가》 - 여공 역
- 1988년 MBC 창사 기념 특집극 《만남》- 난아역
- 1989년 KBS1 대하드라마 《토지》 - 이봉순 역
- 1990년 KBS2 주말연속극 《야망의 세월》
- 1991년 KBS2 아침드라마 《하늬바람》
- 1991년 MBC 창사30주년 특별기획드라마 《여명의 눈동자》 - 오순애 역
- 1992년 SBS 소설극장 《모닥불에 바친다》 - 강수희 역
- 1993년 SBS 청소년드라마 《열정시대》
- 1993년 MBC 청춘드라마 《우리들의 천국》 - 유수민 역
- 1993년 MBC 베스트극장 《여성시대》
- 1994년 MBC 아침드라마 《큰 언니》
- 1985년~2000년동안에 MBC 《전원일기》- 숙이 역
- 1996년 KBS1 일일연속극 《사랑할때까지》 - 이유미 역 (중도하차)
- 1996년 KBS2 단막극 《드라마게임 - 죽음보다 강한 것》 - 모란 역
- 1996년 MBC 단막극 《MBC 베스트극장 - 세리와 수지》 - 수지 역
- 1997년 KBS2 단막극 《KBS 드라마 스페셜 - 자매의 뜰》 - 뇌성마비 장애인인 민우 역
- 1997년 KBS2 납량기획드라마 《전설의 고향 - 지네바위》
- 1998년 MBC 단막극 《MBC 베스트극장 - 설사약 권하는 사회》 - 미혼여성 역
- 1998년 KBS2 납량기획드라마《전설의 고향 - 묘곡성, 조강지처》
- 1998년 EBS 청소년드라마 《내일》 - 여주 역 (특별출연)
- 1999년 MBC 단막극 《MBC 베스트극장 - 인연》 - 강마담 역
- 2000년 KBS1 대하드라마 《태조 왕건》 - 신명순성왕후 역
- 2002년 MBC 일일연속극 《인어아가씨》 - 윤성미 역
- 2002년 SBS 대하드라마 《야인시대》 - 박계숙 역
- 2003년 SBS 주말특별기획 《스크린》 - 박주영 역
- 2003년 KBS1 TV소설 《찔레꽃》 - 김수옥 역
- 2006년 KBS2 수목드라마 《황진이》 - 진현금 역
- 2008년 MBC 창사47주년 특별기획드라마 《에덴의 동쪽》 - 이정자 역
- 2009년 KBS2 수목드라마 《그저 바라보다가》 - 차연경 역
- 2010년 KBS2 수목드라마 《제빵왕 김탁구》 - 김미순 역
- 2011년 MBC 수목미니시리즈 《로열 패밀리》 - 임윤서 역
- 2011년~2012년 KBS2 주말연속극 《오작교 형제들》 - 김미숙 역
- 2011년 채널CGV 3부작드라마 《소녀K》 - 차인숙 역
- 2011년 KBS2 월화드라마 《포세이돈》 - 박민정 역
- 2012년 MBC 수목미니시리즈 《해를 품은 달》 - 도무녀 장씨(녹영) 역
- 2012년 SBS 주말특별기획 《다섯 손가락》 - 송남주 역
- 2013년 SBS 주말극장 《열애》 - 양은숙 역
- 2014년 KBS2 월화드라마 《태양은 가득히》 - 백난주 역
- 2014년 JTBC 금토드라마 《하녀들》 - 윤씨부인 역
- 2015년 TV조선 & tvN 단막극 《위대한 이야기 - 입시의 정석》 - 박 여사 역
- 2015년 KBS2 월화드라마 《후아유 - 학교 2015》 - 송미경 역
- 2015년 SBS 일일드라마 《돌아온 황금복》 - 황은실 역 / 유애란 역
- 2015년 tvN 금토드라마 《응답하라 1988》 - 중년 성보라 역
- 2015년 SBS 월화대기획 《육룡이 나르샤》 - 연향(간난) 역
- 2016년 SBS 특집드라마 《나청렴의원 납치사건》 - 희경 역
- 2016년 KBS1 일일연속극 《별난가족》 - 심순애 역
- 2016년 JTBC 금토드라마 《마녀보감》 - 손씨 역
- 2016년 KBS2 월화드라마 《구르미 그린 달빛》 - 숙의 박씨 역
- 2017년 tvN 금토드라마 《시카고 타자기》 - 임소윤 / 마담 소피아 역
- 2017년 MBN 특집드라마 《아빠니까 괜찮아》 - 경희 역
- 2017년 MBC 월화드라마 《파수꾼》 - 박윤희 역
- 2017년 KBS1 일요드라마 《안단테》 - 오정원 역
- 2017년 KBS2 월화드라마 《마녀의 법정》 - 고재숙 역
- 2017년 KBS1 일일드라마 《미워도 사랑해》 - 길은정 역
- 2018년 MBC 월화드라마 《위대한 유혹자》 - 설영원 역
- 2019년 tvN 월화드라마 《사이코메트리 그녀석》 - 강은주 역

### 시트콤
- 2012년 MBC 금요 판타지 시트콤 《천 번째 남자》 - 구미선 역
- 2013년 KBS2 일일시트콤 《일말의 순정》 - 김선미 역

### 영화
- 1990년 《그래 가끔 하늘을 보자》
- 1991년 《테레사의 연인》
- 1994년 《우리 시대의 사랑》
- 1994년 《젊은 남자》
- 1995년 《비상구가 없다》
- 1998년 《8월의 크리스마스》
- 2000년 《번지점프를 하다》
- 2003년 《살인의 추억》
- 2004년 《나두야 간다》
- 2005년 《연애》
- 2006년 《잘 살아보세》
- 2007년 《울밑에선 봉선화》
- 2008년 《바보》
- 2009년 《유감스러운 도시》
- 2009년 《마더》
- 2009년 《집행자》
- 2010년 《웨딩드레스》
- 2010년 《이번 일요일에》
- 2010년 《바다 위의 피아노》
- 2011년 《수상한 이웃들》 - 조미라 역
- 2013년 《숨바꼭질》 - 민지 역
- 2016년 《위대한 소원》 - 고환 모 역
- 2017년 《내게 남은 사랑을》 - 화연 역
- 2018년 《봄이가도》 - 신애 역
- 2019년 《나랏말싸미》 - 소헌왕후 역
- 2020년 《사랑하고 있습니까?》 - 소정 모 / 할머니 역 특별출연 (유작)

### 공연
- 2009년~2019년 연극 《친정 엄마와 2박3일》
- 2009년 연극 《봄에는 자살금지》

### 예능
- 1993년 MBC 《오늘은 좋은날》 코미디 단편집 (남 그리고 여/차별대우/색깔있는 여자/스승과 제자/아버지와 딸/이웃집 여자/어떤 모녀/한가지 소원/미워도 다시한번)
- 2002년 KBS 2TV 《왕건오락관》 왕건 팀
- 2016년 JTBC 《김제동의 톡투유 - 걱정 말아요! 그대》 게스트
- 2016년 MBC 《무한도전》 무한상사편 게스트
- 2019년 KBS 2TV 《연예가중계》 나랏말싸미 팀

### 뮤직비디오
- 2006년 장혜진 마주치지 말자

### CF
- 2013년 플랜코리아
- 2015년 SK브로드밴드 BTV
- 2015년 기채움
- 2015년 KB코스메틱 순백토
- 2018년 한국배연합회
- 2018년 한국과수농업연합회

## 라디오
- 2012년 3월 28일, 3월 29일 《임백천의 라디오 7080》
- 2012년 12월 28일, 12월 29일 《임백천의 라디오 7080》

## 수상 경력
- 1994년 제17회 황금촬영상 신인여우상 - 《우리 시대의 사랑》
- 2006년 KBS 연기대상 조연상 - 《황진이》
- 2013년 제21회 대한민국문화연예대상 영화부문 여자 우수상 - 《숨바꼭질》
- 2014년 제34회 황금촬영상 최우수 여우조연상 - 《숨바꼭질》
- 2015년 SBS 연기대상 일일극 부문 여자 특별 연기상 - 《돌아온 황금복》
- 2019년 제6회 한국영화제작가협회상 여우조연상 - 《나랏말싸미》